# Гуденаф (остров)
Остров Гуденаф (англ. Goodenough, иногда Нидула англ. Nidula) — остров в Соломоновом море, часть архипелага острова Д'Антркасто. Площадь острова — 686,7 км², протяженность береговой линии — около 116 км. По переписи 2000 года на острове проживало 20 814 человек. Административно относятся к провинции Милн-Бей региона Папуа. Главный населенный пункт — Болуболу.

## География
От ближайших остров отделен проливами — Уард Хант, шириной 18 км от острова Новая Гвинея и Морсби, шириной 4 км от острова Фергуссон. Остров имеет эллиптическую форму с размерами 39 на 26 км.
Гуденаф является самым северным и в то же время самым маленьким из главных островов архипелага Д’Антркасто, хотя его площадь достигает 686,7 км². Остров расположен в 4 км к северу от более крупного острова Фергуссон и примерно в 30 км к юго-западу от острова Новая Гвинея. Ближайший материк, Австралия, находится примерно в 820 км.
По форме Гуденаф напоминает овал. Его длина составляет 39 км, а ширина — 26 км. С точки зрения геологии, Гуденаф представляет собой вулканический остров. Вокруг районов с тектонически экранированной метаморфической горной породой, образующих центральную часть Гуденафа, имеется несколько андезито-базальтовых и андезитовых эруптивных центров периода голоцена, возраст которых может составлять всего около нескольких сотен лет. Высшая точка острова достигает 2536 м, что делает её одной из самых высоких вершин в мире, расположенных на острове подобного размера. Кроме того, на Гуденафе имеются геотермальные источники.
Климат на острове тропический муссонный. Часть острова покрыта влажными тропическими лесами. Местная флора и фауна отличается большим разнообразием, имеется несколько эндемичных видов.

## История
Европейским первооткрывателем острова считается французский путешественник Жозеф Брюни Д’Антркасто, открывший его в 1793 году. Тем не менее, длительное время остров оставался малоизученным. В 1874 году на нём высадился мореплаватель Джон Морсби, который назвал остров в честь британского коммодора Джеймс Грехема Гуденафа (англ. James Graham Goodenough).
Впоследствии на острове не раз бывали европейские торговцы, а также китобои. В 1888 году последовала формальная аннексия Гуденафа Британской империей, став частью Британской Новой Гвинеи (с 1904 года — Территории Папуа под управлением Австралии). В 1891 году на близлежащем острове Добу была основана миссия методистов родом из Австралии, которые постепенно распространили свою деятельность на острова Д’Антркасто и Тробриан. Уже в 1898 году христианская миссия была основана и на острове Гуденаф. В годы Второй мировой войны на острове произошло сражение между японскими и австралийскими войсками.
С 1975 года Гуденаф является частью независимого государства Папуа — Новая Гвинея.

## Экономика
Основа экономики — сельское хозяйство (производство копры), а также рыболовство. На острове имеется взлётно-посадочная полоса.